# 마루이 관광 버스
마루이 관광 버스 주식회사(일본어: マルイ観光バス株式会社, 영어: Marui Kanko Bus)는 가가와현 다카마쓰시에 본사를 둔 버스 업체이다.

## 바보
다카마쓰 공항 인근 도시에 본사를 두고 있으며, 그 곳에 주차장이 있다. 바디 디자인은 기본적으로 차체는 흰색. 전면에서 후면까지 이어지는 녹색 라인에서 중간에 대각선으로 세 본선이 들어있는 이주로, 다크 그린 실버 라인과 퍼플 메탈릭 화이트 라인 등이 있다.

## 연혁
- 1996년: 설립. 일반 전세 여객 자동차 운송 사업인가.
- 1998년: 구 카가와 도시 보다 카가와 동영 버스, 시오노에정 동영 버스 운행을 위탁.
- 2005년: 일반 승합 여객 자동차 운송 사업 허가.
- 2010년: 다카마쓰시의 협정에 따라 고쿠분 쵸 커뮤니티 버스 운행을 재개하였다.
- 2018년: 다카마쓰시의 협정에 따라 카가와 도시 셔틀 버스 운행을 재개하였다.

## 사업장 현황
본사
- 가가와현 다카마쓰시 847-1

하타코마치시 영업소
- 가가와현 하타코마치시 14-1

## 노선 버스
다카마쓰시의 협정에 따라 커뮤니티 버스 4개 노선을 운행하고 있다.

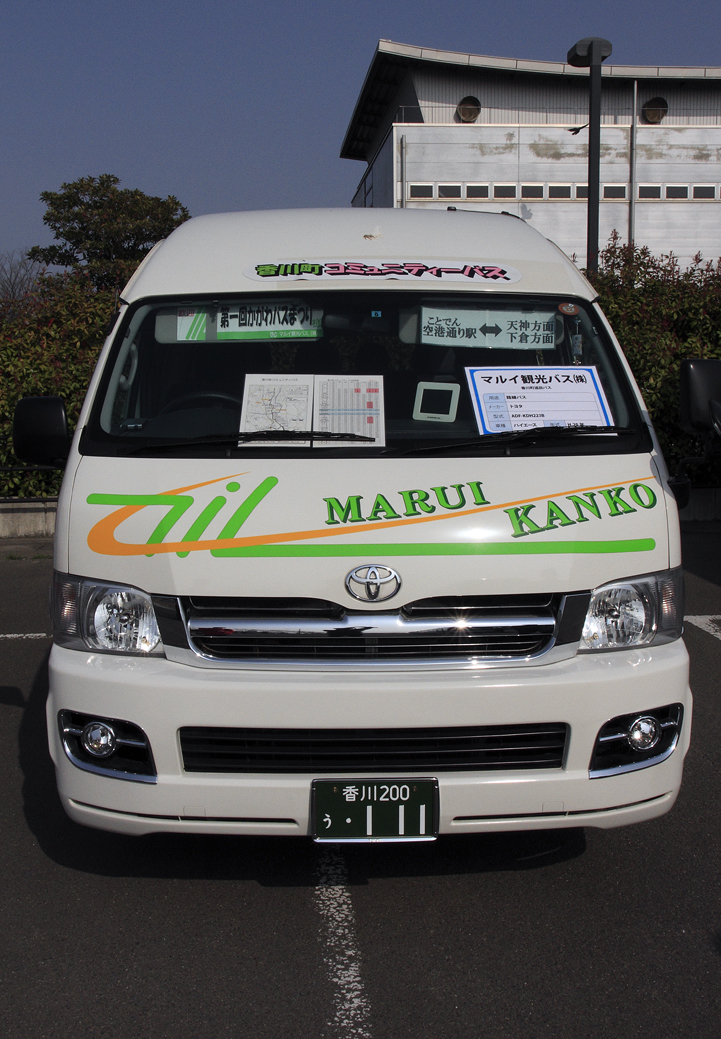

## 차량 댓수
총 12대로 운행한다.

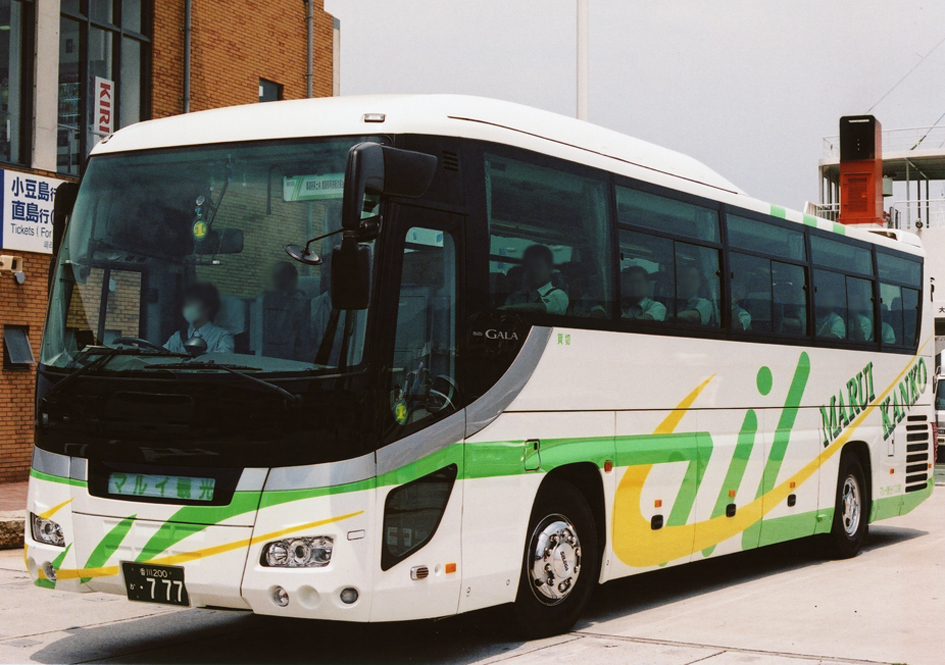
이스즈 갈라